# トルク (企業)
トルク株式会社は、大阪府大阪市に本社をおく建設用ボルト・ナットの専門商社。2020年4月1日に小林産業株式会社から社名を変更した。

## 沿革
- 1926年（大正15年）8月 - 創業者、小林正治が大阪市に於いて小林正治商店を創立。
- 1941年（昭和16年）6月 - 小林商事株式会社を設立。
- 1943年（昭和18年）7月 - 小林産業株式会社と改称。
- 1958年（昭和33年）3月 - 関西鉄業株式会社を吸収合併。
- 1961年（昭和36年）10月 - 大阪証券取引所市場第二部に上場。
- 1971年（昭和46年）3月 - 大阪証券取引所市場第一部に上場。
- 1988年（昭和63年）6月 - オカコー四国株式会社を共同出資設立、高松営業所に代え、 営業を開始。
- 1993年（平成5年）5月 - 100％出資の販売子会社、エスケーファスナー株式会社を設立、営業を開始。
- 1997年（平成9年）10月 - DESON METALS COMPANY LIMITEDを共同出資設立、営業を開始。
- 1998年（平成10年）7月 - 株式会社ナカイチの株式を100％取得、コバックス株式会社に改称し、販売子会社として営業を開始。
- 1999年（平成11年）11月 - エスケーファスナー株式会社の事業を本社鋲螺部へ統合。
- 2000年（平成12年）6月 - DESON METALS COMPANY LIMITED上海事務所を開設。
- 2001年（平成13年）9月 - 関西岡部株式会社を共同出資設立、11月より営業開始。
- 2006年（平成18年）11月 - 保有する関西岡部株式会社の全株式を岡部株式会社に譲渡し、岡部株式会社が保有するDESON METALS COMPANY LIMITEDの全株式を譲受し、60％の株式を保有。
- 2009年（平成21年）8月 - コンクリート事業部門をコバックス株式会社へ統合。
- 2012年（平成24年）1月 - 中正機械金属株式会社の事業を、100％出資子会社の中正機械株式会社に譲受し、営業を開始。
- 2013年（平成25年）7月 - 東京証券取引所と大阪証券取引所の市場統合により、東京証券取引所市場第一部に上場。
- 2016年（平成28年）10月 - 株式会社オーワハガネ工業の株式を100％取得、販売子会社として営業を開始。
- 2017年（平成29年）7月 - 中島工機株式会社の株式を100％取得、販売子会社として営業を開始。
- 2020年（令和2年）4月 - トルク株式会社に商号変更[1]。
- 2023年（令和5年）10月 - 東京証券取引所スタンダード市場へ市場変更。